# Kanton Ganges

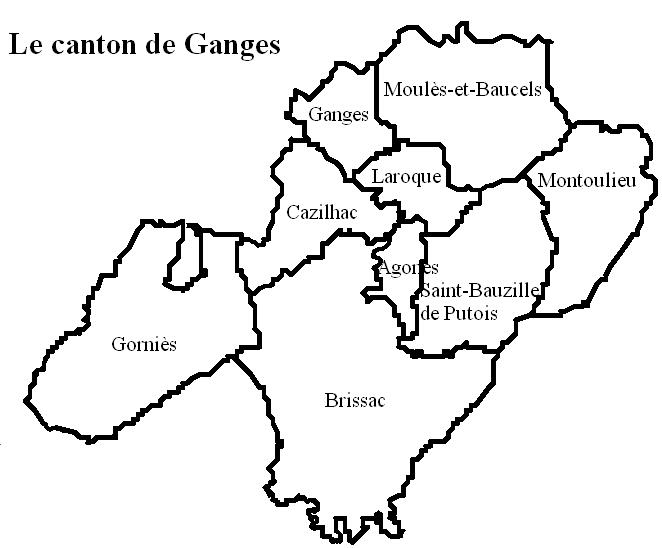
Der Kanton Ganges

Der Kanton Ganges war bis 2015 ein französischer Wahlkreis im Département Hérault in der früheren Region Languedoc-Roussillon. Er hatte 10.713 Einwohner (Stand: 2012) und wechselte 2009 vom Arrondissement Montpellier zum Arrondissement Lodève.

## Gemeinden
Der Kanton umfasste neun Gemeinden:
| Gemeinde                 | Einwohner Jahr | Fläche km² | Bevölkerungsdichte | Code INSEE | Postleitzahl |
| ------------------------ | -------------- | ---------- | ------------------ | ---------- | ------------ |
| Agonès                   | 247 (2013)     | –          | – Einw./km²        | 34005      | 34190        |
| Brissac                  | 620 (2013)     | –          | – Einw./km²        | 34042      | 34190        |
| Cazilhac                 | 1431 (2013)    | –          | – Einw./km²        | 34067      | 34190        |
| Ganges                   | 3967 (2013)    | –          | – Einw./km²        | 34111      | 34190        |
| Gorniès                  | 118 (2013)     | –          | – Einw./km²        | 34115      | 34190        |
| Laroque                  | 1573 (2013)    | –          | – Einw./km²        | 34128      | 34190        |
| Montoulieu               | 160 (2013)     | –          | – Einw./km²        | 34171      | 34190        |
| Moulès-et-Baucels        | 879 (2013)     | –          | – Einw./km²        | 34174      | 34190        |
| Saint-Bauzille-de-Putois | 1861 (2013)    | –          | – Einw./km²        | 34243      | 34190        |